# Abu-Faris ibn Ibrahim
Abu-Faris ibn Ibrahim fou emir hàfsida, fill i successor d'Abu-Ishaq Ibrahim I el 1283.
Quan el seu pare va arribar al tron el 1279 li va donar el govern de Bugia. El 30 de març de 1282 van esclatar les vespres sicilianes. El governador de Constantina Ibn al-Wazir, que tenia un tractat secret amb Pere el Gran de Catalunya pel qual li donaria suport a canvi del seu ajut contra els angevins, es va revoltar i es va proclamar independent, però Abu Faris va anar des de Bugia i el va derrotar abans que Pere el Gran pogués desembarcar. Quan els catalans van desembarcar a Alcoll la derrota s'havia consumat i la flota catalana va marxar cap a Trapani.
Vers el 1282 o poc abans es va revoltar contra el seu pare un aventurer anomenat Ibn Abi-Umara que, amb el suport de les tribus àrabs, es va apoderar del sud de l'Ifríqiya i es va proclamar califa l'any 1282. Va anar de victòria en victòria i Abu-Ishaq Ibrahim I va haver de fugir cap a Bugia amb el seu fill (començaments de 1283). Abu-Faris el va forçar a abdicar al seu favor la primavera del 1283 però no li va servir de gaire perquè Ibn Abi-Umara el va derrotar i matar en una batalla l'1 de juny del 1283. Abu-Ishaq Ibrahim I, fet presoner, fou executat.
Un any després (1284) els àrabs van retirar el suport a Ibn Abi-Umara i van permetre el seu destronament i la proclamació de Abu-Hafs Úmar I, germà d'Abu-Ishaq Ibrahim I i oncle d'Abu-Faris.